# Kadłubiec
Kadłubiec  is een dorp in de Poolse woiwodschap Opole. De plaats maakt deel uit van de tweetalige gemeente Leśnica (Leschnitz).